# 贝济米扬卡河
贝济米扬卡河（俄语：Безымянка река）是萨哈林州霍尔姆斯克区的河流，长21公里，流域面积28.2平方公里，在瑞穗村南距柳托加河河口60公里处注入柳托加河。

## 引用
1. ↑  М·Г·瓦西科夫斯基. . 列宁格勒: 气象出版社. 1973 （俄语）.
2. ↑  . 国家水登记处.   [2024-08-22]. （原始内容存档于2024-12-01） （俄语）.